# ストロンギリ島
ストロンギリ島（ストロンギリとう、Στρογγυλή / Strongyli）は、地中海東部のアナトリア半島沿岸に位置するギリシャ領の無人島である。カステロリゾ島の属島であり、ギリシャ共和国最東端の領土である。

## 地勢
長さは約1.5キロメートル（0.9マイル）、幅は最大700メートル（2,300フィート）であり、面積は約0.9平方キロメートル（0.3平方マイル）である。
平坦な地形であり、地表はマキに覆われている。

## 施設
ギリシャ陸軍の監視基地が置かれており、貨物船から荷物を運ぶための貨車ケーブルがある。
その他、灯台やギリシャ正教会の教会、ヘリポートがある。